# Mea Culpa (album)
Mea Culpa is het 33e muziekalbum van de Nederlandse Ron Boots. Hij is gespecialiseerd in elektronische muziek uit de Berlijnse school. Het album bevat niet puur muziek uit deze stijl, maar hangt er wel tegenaan. Tangerine Dream, Klaus Schulze (beide track 1) worden vermengd met Jean Michel Jarre en Vangelis (track 3) en af en toe een vleugje Pink Floyd. Met de titel Mea Culpa verschuldigt Boots zich voor het feit dat dit nu eenmaal de muziek is die hij graag maakt.

## Musici
- Ron Boots – synthesizers in allerlei soorten en maten
- Harold van der Heijden – slagwerk (1)
- Michel van Osenbruggen - slagwerk.

## Composities
Allen van Boots:
1. Mea Culpa I (19:09)
2. 08:00 Sunday morning (9:59)
3. The roses in my life (9:04) (zijn familie en vrienden)
4. Mea Culpa II (14:42)
5. For does (9 :42)
6. Quick silver (6 :07)

en ergens nog een verborgen track. Op track zingt (meer praat) Boots teksten van hemzelf en ene Bill.